# K-rock
El K-rock el nombre que se le da a la música rock proveniente de Corea del Sur.

## Historia
El K-rock comenzó a fines de la década del cincuenta con Shin Jung-hyeon y su banda. En dichos tiempos, Shin fue capaz de desarrollar un estilo distintivamente coreano del rock and roll. Finalmente en 1962, Shin Jung Hyeon formó su primera banda de rock en Corea, Add 4. Durante la década del setenta, la música en Corea fue fuertemente censurada por el gobierno, Shin Jung Hyeon fue a la cárcel por cargos de drogas. Han Dae Soo se mudó a Nueva York en auto-exilio luego de que dos de sus álbumes fueran prohibidos por el gobierno. La detención de Shin enlenteció la producción del K-rock, pero otros artistas, más notablemente Sanulrim, quien surgió durante los fines de la década del setenta, antes de que la música dance comenzara a dominar la música popular en Corea en la década del ochenta.
En los años ochenta, el gusto musical popular se alejó del rock. El mismo fue dominado por el heavy metal, particularmente Boohwal, Baekdoosan, y Sinawe, conocidos colectivamente como los Big 3.
El rock resurgió a comienzos de la década de los noventa, con la democracia seguida por la presidencia de Roh Tae-woo. La información circulaba más libremente por el país, y la juventud coreana tuvo fácil acceso a décadas de música popular extranjera en un corto período de tiempo; por este motivo comenzaron a formarse nuevas bandas. Dos de las primeras fueron Crying Nut y No Brain, los cuales introdujeron al país una gran variedad de nuevos géneros en una mezcla localizada llamada "Chosun Punk", dirigida por la discográfica indie Drug Records, la cual también manejaba Club Drug. Con una globalización aumentada y el acceso a Internet, la escena musical se diversificó e incluyó nuevos estilos de música. Los fines de la década del noventa vieron un aumento de la diversificación en las influencias musicales, ya que emergieron bandas como Rux y otras como The Geeks introdujeron a Corea el hardcore punk straight edge. El ska punk fue otra gran influencia, produciendo bandas como Lazybone y Beach Valley. En 2006, Skasucks formó y dirigió el movimiento del ska punk en Corea.

## Festivales de K-rock
- Asia Song Festival
- Busan Rock Festival
- Dongducheon Rock Festival
- ETPFEST
- Incheon Korean Music Wave
- Itaewon Global Village Festival
- Jisan Valley Rock Festival
- Pentaport Rock Festival
- Ssamzi Sound Festival
- Summer Breeze
- Supersonic Festival

## Intérpretes

### Solistas
| - Cho Yong Pil - Han Dae Soo - Jung Joon Young - Kim Jong Seo - Kim Kyung Ho - Kim Sa Rang | - Kris Leone - Park Wan Kyu - Seo Taiji - Seomoon Tak - Shin Jung-hyeon - Yim Jae Bum - Yoari |

### Bandas
| - 10cm - 24Hours - Achime - Amor Fati - Apollo 18 - Angel Heart - Biuret - The Black Skirts - Bluedawn - Boohwal - Brunch - Bulldog Mansion - Busker Busker - Cherry Filter - CNBLUE - Crash - Crying Nut - Day6 - DickPunks - Drug Restaurant - Dog (도그) - Eve - Fatal Fear - F.T. Island - Galaxy Express - The Geeks - Glen Check - Goonamguayeoridingstella - Guckkasten - Guyz - HarryBigButton - Hyukoh - Jambinai | - Jaurim - Koreana - Loveholics - M&D - N.EX.T - N. Flying - Nell - Nemesis - No Brain - Nunco Band - Oathean - Oh! Brothers - Onnine Ibalgwan - Pure (퓨어) - Pia - The RockTigers - The Rose - Rolling Quartz - Romantic Punch - Royal Pirates - Rumble Fish - Rux - Sanulrim - Seoul Electric Band - Sinawe - Skasucks - Sprinkler - The Strikers - TRAX - Vanilla Unity - Vassline - Vibe - Vrose - Xdinary Heroes - Yada - YB |

### Grupos
| - Dreamcatcher |